# Sondergericht Bromberg

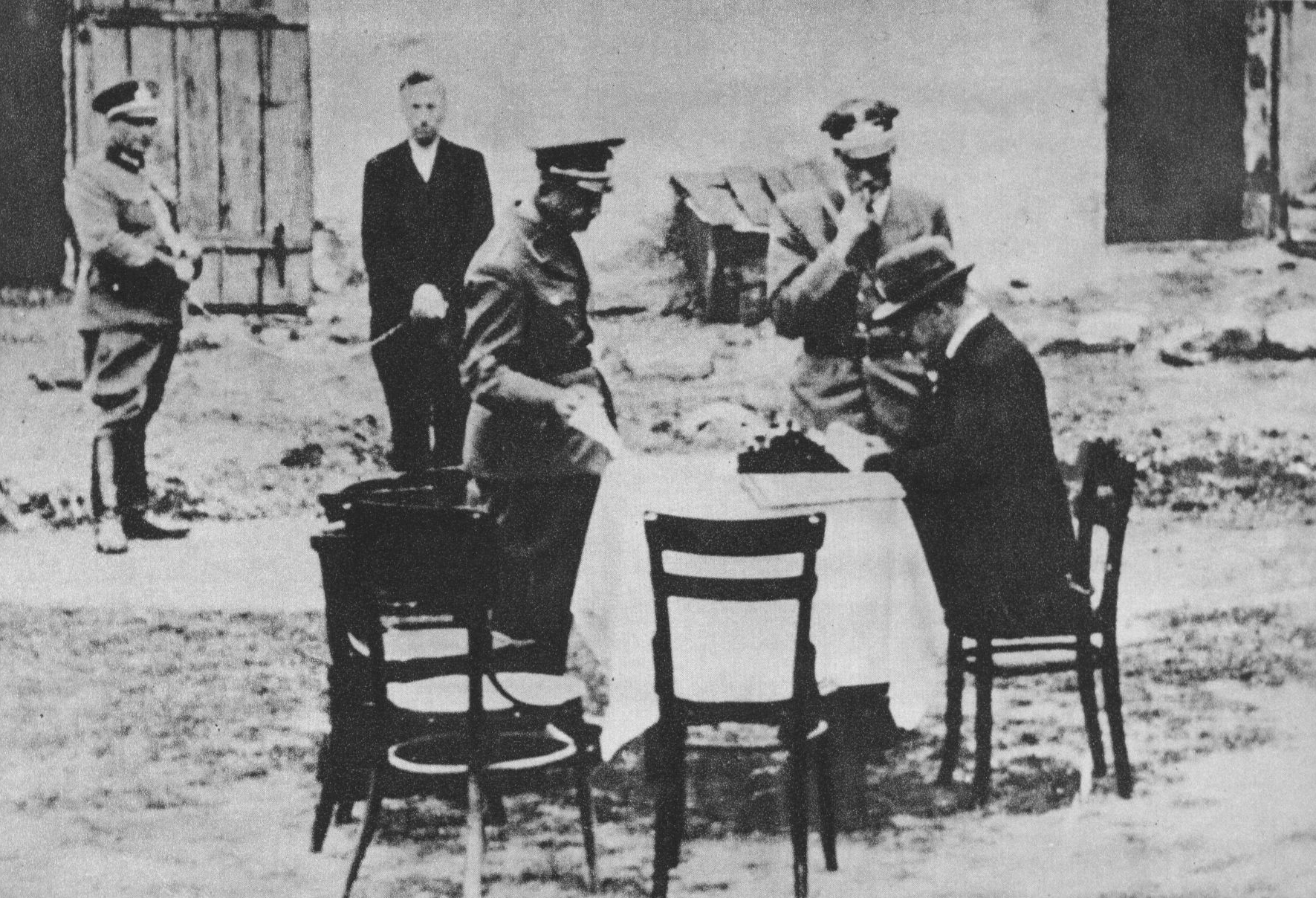
Posiedzenie Sondergericht Bromberg. Przy stole siedzi asesor sądowy Richard Michalowsky

Sondergericht Bromberg (pol. „Sąd Specjalny w Bydgoszczy”) – niemiecki sąd specjalny (Sondergericht), działający w okupowanej Bydgoszczy w okresie od 9 września 1939 do 26 stycznia 1945.
W pierwszych miesiącach niemieckiej okupacji Sąd Specjalny w Bydgoszczy rozpatrywał przede wszystkim sprawy Polaków oskarżanych o rzekome prześladowanie miejscowych volksdeutschów podczas wydarzeń tzw. bydgoskiej „krwawej niedzieli” (3–4 września 1939). W późniejszym okresie Sondergericht Bromberg stał się narzędziem terroru okupacyjnego, służącym do ujarzmiania i represjonowania ludności polskiej, zamieszkującej rejencję bydgoską prowincji Gdańsk-Prusy Zachodnie. Do chwili wyzwolenia Bydgoszczy w styczniu 1945 bydgoski Sąd Specjalny wydał 358 wyroków śmierci. Większość z nich można zakwalifikować jako mord sądowy.

## Geneza i utworzenie sądu

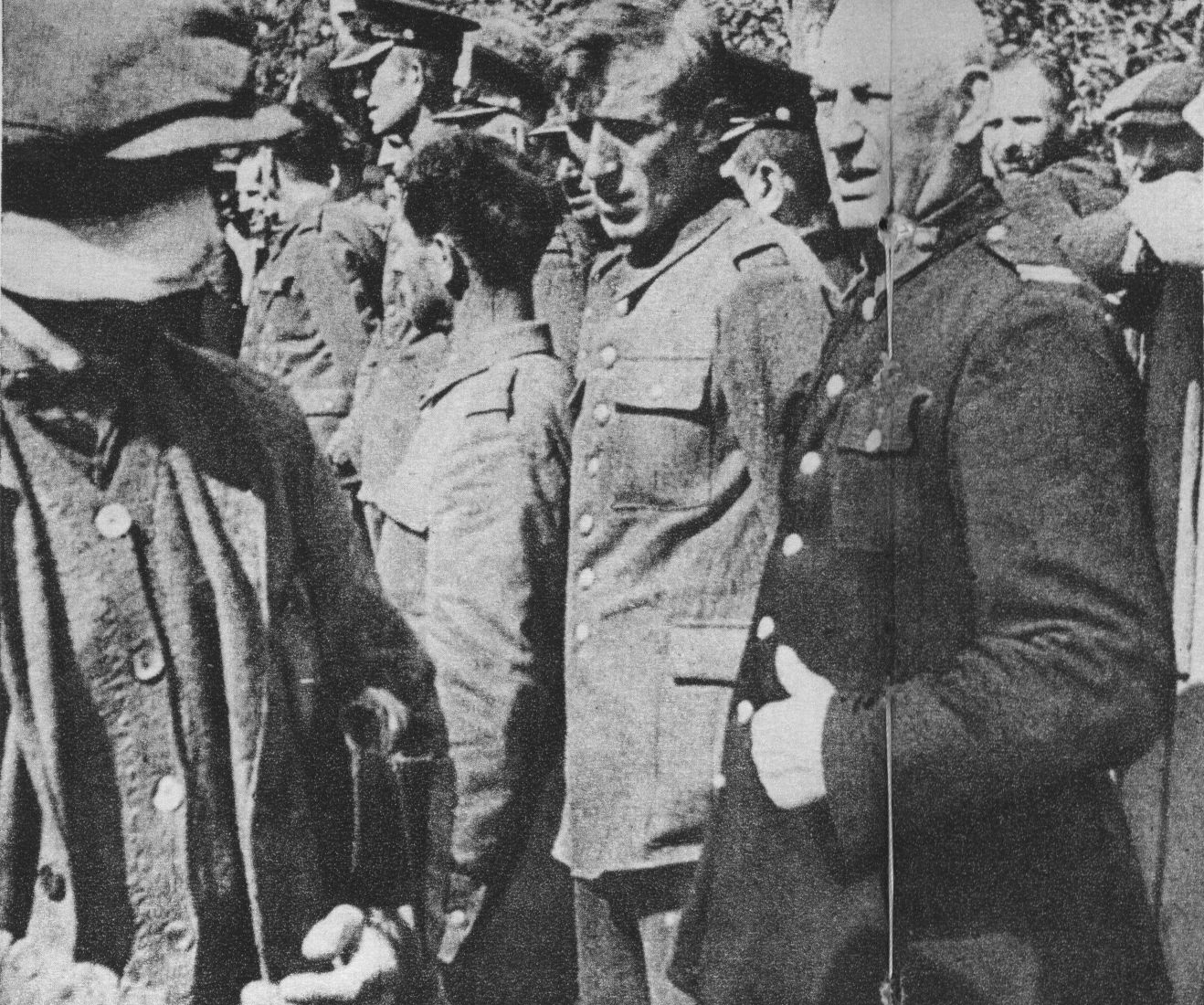
Rozpoznawanie uczestników „krwawej niedzieli” przez volksdeutschów. Koszary 15 PAL przy ul. Gdańskiej 147 w Bydgoszczy

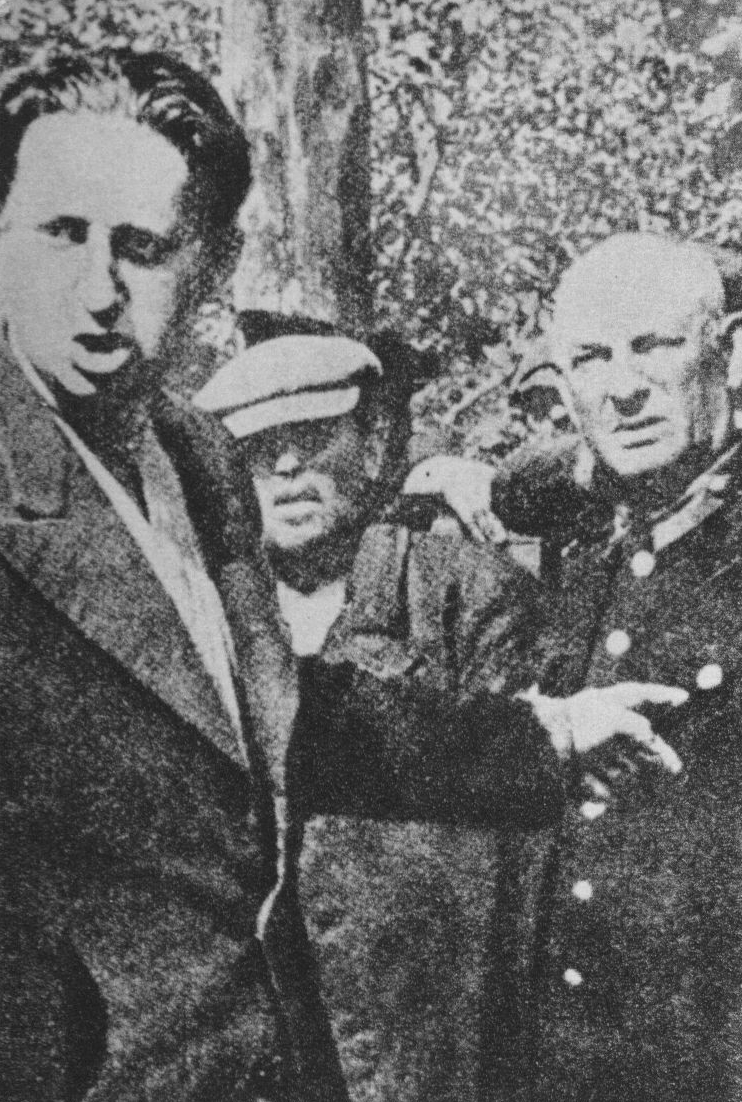
Volksdeutsch denuncjujący Polaka. Koszary 15 PAL

W dniach 3–4 września 1939 w Bydgoszczy doszło do wypadków, które goebbelsowska propaganda ochrzciła później mianem bydgoskiej „krwawej niedzieli” (niem. Bromberger Blutsonntag). W polskiej historiografii generalnie przyjmuje się (w oparciu o zeznania świadków i zachowane raporty Armii „Pomorze”), iż w mieście doszło wówczas do zorganizowanej niemieckiej akcji dywersyjnej, która została krwawo stłumiona przez Wojsko Polskie i miejscową Straż Obywatelską. Nazistowska propaganda przedstawiła jednak owe wydarzenia jako niesprowokowany pogrom bydgoskich volksdeutschów. Podobnie wypadki bydgoskie ocenia również większość niemieckich historyków.
Wydarzenia z 3–4 września 1939 posłużyły władzom III Rzeszy jako pretekst i propagandowe uzasadnienie dla polityki eksterminacyjnej prowadzonej na okupowanych ziemiach polskich (zwłaszcza na Pomorzu). Przedstawicieli polskiej elity politycznej i umysłowej w Bydgoszczy uznano gremialnie za „inspiratorów” rzekomych prześladowań niemieckiej ludności i masowo mordowano w potajemnych egzekucjach poza miastem. Ponadto – celem maksymalnego wykorzystania propagandowych korzyści, które dostarczała narracja na temat bydgoskiej „krwawej niedzieli” – Niemcy postanowili oficjalnie osądzić część spośród „sprawców” rzekomego pogromu niemieckiej ludności cywilnej. Zadanie to zostało powierzone Sądowi Specjalnemu w Bydgoszczy (niem. Sondergericht Bromberg).
Należy jednak podkreślić, iż utworzenie Sądu Specjalnego w Bydgoszczy – podobnie zresztą jak innych sądów specjalnych działających w okupowanej Polsce – władze niemieckie zaplanowały jeszcze przed 1 września 1939. W związku z przygotowaniami do agresji na Polskę minister sprawiedliwości Rzeszy Franz Gürtner oraz głównodowodzący wojsk lądowych generał Walther von Brauchitsch, już 26 sierpnia 1939 uzgodnili powołanie sądów specjalnych (niem. Sondergericht), które miały posuwać się za poszczególnymi niemieckiemu armiami bądź zajmować z góry wyznaczoną im siedzibę w polskich miastach opanowanych przez Wehrmacht. 5 września 1939 von Brauchitsch wydał rozporządzenie, które oficjalnie wprowadzało sądownictwo specjalne na okupowanych ziemiach polskich. Wbrew zasadom prawa międzynarodowego sądom zalecono, by stosowały przepisy prawa niemieckiego.
Już 1 września 1939 specjalnym dekretem powołano dr Moutoux – dotychczasowego prezesa Sądu Krajowego w Pile (wówczas Schneidemühl) – na stanowisko prezesa Sądu Specjalnego w Bydgoszczy. Pierwszymi sędziami Sondergericht Bromberg również zostali pracownicy pilskiego sądu – Fritz Kimme, Josef Kruschewski i Richard Michalowski. Kierownikiem prokuratury przy Sądzie Specjalnym w Bydgoszczy został mianowany Alfons Peter Bengsch, a prokuratorem – Kling (obaj także przysłani z Piły). 17 września sąd został dodatkowo wzmocniony kadrowo przez grupę prawników przysłanych z Berlina. Prokuratura przy Sądzie Specjalnym w Bydgoszczy rozpoczęła prace już 6 września 1939 (dzień po opanowaniu Bydgoszczy przez jednostki Wehrmachtu). Data rozpoczęcia działalności przez Sondergericht Bromberg nie jest natomiast pewna. W zależności od źródeł podaje się, iż miało to miejsce między 8 a 10 września 1939. Zazwyczaj w oparciu o dokumenty Wehrmachtu przyjmuje się jednak, iż sąd rozpoczął prace w dniu 9 września 1939. Sondergericht Bromberg był pierwszym niemieckim sądem specjalnym, który działał na okupowanych ziemiach polskich.
Ze względu na wagę, jaką władze III Rzeszy przykładały do wykorzystania propagandowych walorów bydgoskiej „krwawej niedzieli”, utworzenie i działalność Sondergericht Bromberg nadzorowali wysoko postawieni przedstawiciele nazistowskiego wymiaru sprawiedliwości. Działalność sądu zainaugurował osobiście Roland Freisler, podsekretarz stanu w ministerstwie sprawiedliwości Rzeszy. Świadczy o tym fragment dziennika 580. obszaru tyłowego armii, w którym zapisano pod datą 9 września 1939: „Wizyta sekretarza stanu Freislera. Informuje o powołaniu sądów specjalnych w Bydgoszczy. Dowiaduje się, czy zapadały już wyroki. Mogę tylko poinformować, że dotychczas głos miało jedynie wojsko i kilkuset cywilów zostało zastrzelonych z powodu noszenia broni, względnie za stawianie oporu. Freisler daje wyraz, że pożądane są wyroki sądu specjalnego i wojennego”. Ponadto specjalny status nadano prokuraturze przy Sądzie Specjalnym w Bydgoszczy. Wbrew obowiązującym zasadom organizacyjnym do 20 lutego 1940 nie podlegała ona bowiem prokuraturze przy Sądzie Krajowym w Bydgoszczy, ani nawet Prokuratorowi Generalnemu w Gdańsku – lecz bezpośrednio ministerstwu sprawiedliwości w Berlinie.
W pierwszych miesiącach okupacji duży wpływ na działalność Sondergericht Bromberg miała specjalna komisja Urzędu Policji Kryminalnej Rzeszy, na której czele stał dr Bernd Wehner. Komisja przekazywała sądowi wykrytych „sprawców, podżegaczy i pomocników” biorących udział w bydgoskiej „krwawej niedzieli”.

## Procesy w sprawach dotyczących wydarzeń „krwawej niedzieli”
11 września 1939 – a więc zaledwie dwa dni po rozpoczęciu działalności – Sondergericht Bromberg wydał pierwsze trzy wyroki śmierci. Skazani zostali: 19-letni robotnik Bernard Zieliński, 35-letni właściciel drogerii Jan Owczarzak oraz 55-letni Jakub Przybył. Do 31 grudnia 1939 Sondergericht Bromberg rozpatrzył 1005 spraw, wnosząc 160 aktów oskarżenia. Skazanych zostało 147 oskarżonych: 100 osób na karę śmierci (w tym 13 kobiet), 10 osób na karę dożywotniego więzienia, 23 osoby na karę ciężkiego więzienia (łączny wymiar kar wyniósł 295 lat), a 14 osób na karę zwykłego więzienia (łączny wymiar kar wyniósł 69 lat). 21 osób zostało uniewinnionych. Przeciętna kara ciężkiego więzienia orzeczona przez bydgoski sąd specjalny wynosiła 12 lat i 8 miesięcy, a „zwykłego” więzienia – 4 lata i 9 miesięcy. Dla porównania, w tym samym czasie pozostałych sześć niemieckich sądów specjalnych działających w okupowanej Polsce wydało łącznie 56 wyroków śmierci.
Po dziesięciu miesiącach bilans działalności sądu przedstawiał się następująco: 201 wyroków śmierci, 11 wyroków dożywotniego więzienia oraz 93 wyroki ciężkiego więzienia o łącznym wymiarze kary 912 lat (średnio 10 lat na osobę). Sondergericht Bromberg był bez wątpienia najbezwzględniejszym spośród wszystkich niemieckich sądów specjalnych, które działały na ziemiach polskich w pierwszym okresie okupacji. Należy przy tym podkreślić, iż 90 procent spraw rozpatrywanych przez ten sąd, w pierwszym roku jego istnienia, dotyczyło wydarzeń bydgoskiej „krwawej niedzieli”. Bezwzględność wykazywaną przez sędziów Sądu Specjalnego w Bydgoszczy niemieckie ministerstwo sprawiedliwości wskazywało jako dowód, że główna odpowiedzialność za eliminację wrogów nazizmu na Terytorium Rzeczypospolitej Polskiej anektowane przez III Rzeszę może zostać powierzona władzy sądowniczej. Z kolei nazistowska prasa uznała Sondergericht Bromberg za „najostrzejszą broń przeciwko polskiemu motłochowi i polskim mordercom” (za: Danziger Vorposten z 1 lutego 1940).

### Kwalifikacje prawne zarzucanych czynów
Postępowania prowadzone przed bydgoskim Sądem Specjalnym były parodią uczciwego procesu sądowego. W przypadku większości spraw – w szczególności w pierwszych miesiącach okupacji oraz w procesach o wypadki z 3–4 września 1939 – łamane były nie tylko podstawowe zasady prawa, lecz nawet przepisy nazistowskiej procedury karnej. Analiza orzeczeń sądu w sprawach wypadki z 3–4 września 1939 wskazuje, iż dążył on do szybkiego skazania jak największej liczby osób. Służyło temu celowi przede wszystkim stosowanie nieznanego niemieckiemu prawu pojęcia „rozszerzonego współsprawstwa w morderstwie” (niem. Mord nach erweiterten Mittäterbegriff). Paragraf 47 niemieckiego Kodeksu Karnego głosił, iż: „jeżeli kilku popełnia przestępstwo wspólnie, każdy podlega karze jako sprawca”. Udowodnienie oskarżonym udziału w mordowaniu volksdeutschów okazało się jednak w większości wypadków niemożliwe – chociażby dlatego, iż wielu Polaków aktywnie uczestniczących w zwalczaniu niemieckiej dywersji zamordowano bez sądu już w pierwszych dniach po zajęciu Bydgoszczy przez Wehrmacht. W efekcie zarzut rzekomego współsprawstwa Polaków w popełnieniu zbrodni sędziowie Sondergericht Bromberg opierali nie na dowodach, lecz na argumentach nazistowskiej propagandy. Przyjmowano, że rząd polski od dłuższego czasu dążył do wyniszczenia niemieckiej mniejszości narodowej i w tym duchu indoktrynował społeczeństwo (za pośrednictwem radia, prasy, duchowieństwa itp). Po rozpoczęciu niemieckiej inwazji na Polskę spontanicznie miały powstawać polskie „bandy” i „hordy”, które mordowały i grabiły volksdeutschów. Przyjąwszy takie założenia sędziowie uznawali, że wszystkie osoby biorące udział w antyniemieckich wystąpieniach (jakąkolwiek miałyby one formę) dążyły do zniszczenia żywiołu niemieckiego wspólnymi siłami i na podstawie wspólnego postanowienia – w ten sposób stając się współsprawcami bez konieczności osobistego współdziałania w dokonaniu czynu. W efekcie za współsprawstwo w morderstwie skazywano na przykład Polaków, którzy podczas bydgoskich wypadków w dniach 3–4 września 1939 odzywali się wrogo i obelżywie pod adresem volksdeutschów, wskazywali żołnierzom lub policjantom miejsca z których dywersanci oddawali strzały, czy pomagali doprowadzać zatrzymanych Niemców do placówek wojskowych lub na posterunki policji. Skazano nawet Polaka, który wskazał żołnierzom należącą do Niemca piekarnię, gdzie zarekwirowali kilkanaście bochenków chleba.
Polaków oskarżonych o udział w wypadkach bydgoskich z 3–4 września 1939 masowo sądzono także pod zarzutem naruszenia miru powszechnego (paragraf 125 niemieckiego Kodeksu Karnego). W ten sposób Niemcy uzyskali narzędzie, które pozwalało karać nawet biernych uczestników tych wydarzeń (np. gapiów uczestniczących w zbiegowiskach). Pewnego polskiego rzeźnika skazano na śmierć z powodu ciężkiego naruszenia miru powszechnego, gdyż podczas wypadków 3 i 4 września miał on „strącić z roweru volksdeutscha”. Ponadto walczących z dywersją polskich żołnierzy, policjantów oraz członków organizacji paramilitarnych traktowano in gremio jako maruderów – nie zaś ludzi wykonujących czynności służbowe na polecenie swoich przełożonych.
Po uchwaleniu w dniu 4 grudnia 1941 specjalnego Prawa Karnego dla Polaków i Żydów, osoby oskarżone o prześladowanie volksdeutschów we wrześniu 1939 były sądzone na podstawie jego przepisów – mimo iż stało to w sprzeczności z zasadą lex retro non agit.

### Postępowania przygotowawcze
W sprawach prowadzonych przez Sondergericht Bromberg przyjęto zasadę tymczasowego aresztowania każdego Polaka przeciwko któremu prowadzone było postępowanie – bez względu na jego wiek, stan zdrowia i charakter sprawy. Mimo iż od listopada 1939 w Bydgoszczy funkcjonował już niemiecki Sąd Krajowy (Landesgericht) sędziom tego sądu nie doprowadzano podejrzanych celem przesłuchania i podjęcia decyzji w sprawie ich tymczasowego aresztowania – co było sprzeczne z przepisami niemieckiej procedury karnej. W większości wypadków decyzja o tymczasowym aresztowaniu Polaka zapadała zresztą nawet bez dopełnienia minimalnej formalności w postaci przesłuchania oskarżonego przez prokuratora. Podejrzanych po prostu osadzano w więzieniu na podstawie nakazu przyjęcia (niem. Anahmeersuchen), który prokuratorzy lub sędziowie kierowali do naczelnika bydgoskiego więzienia. Tego typu praktyki miały miejsce aż do października 1940. Starał się ich unikać jedynie prokurator Tauscher. Polakom aresztowanym w pierwszych miesiącach okupacji zasadniczo uniemożliwiano kontakt z rodzinami, które o losie swych bliskich dowiadywały się często dopiero po opublikowaniu przez prasę wyroku sądu specjalnego. Nie pouczano ich także o prawie do złożenia zażalenia na decyzję o tymczasowym aresztowaniu.
Sposób prowadzenia postępowania przygotowawczego nie był właściwy dla spraw, w których stawiano oskarżonym najcięższe zarzuty, zagrożone karą śmierci lub długoletniego więzienia. W sprawach rozpatrywanych przez Sąd Specjalny w Bydgoszczy nie prowadzono bowiem śledztw, lecz wyłącznie dochodzenia. Owe dochodzenie nie spełniały zresztą minimalnych standardów praworządności. Oskarżonych – w tym kobiety i nieletnich – nagminnie torturowano i zastraszano, aby zmusić ich by przyznali się do zarzucanych czynów. W efekcie dochodziło do kuriozalnych sytuacji – jak w przypadku, gdy jeden z torturowanych Polaków przyznał się do zabicia volksdeutscha, który w rzeczywistości przeżył „krwawą niedzielę” bez żadnego uszczerbku. Zastraszano również polskich świadków odpowiadających z wolnej stopy. Prokurator Kling groził na przykład pistoletem przesłuchiwanym przez siebie Polakom. Przesłuchiwano krewnych osób oskarżonych bez uprzedzenia ich o możliwości odmowy zeznań. Sędziowie doskonale zdawali sobie sprawę z metod stosowanych przez policję, prokuraturę i Gestapo jednak nie uczynili nic, aby położyć im kres. Ponadto, policja i prokuratura nie przeprowadzały dochodzeń w sposób wyczerpujący. Akt oskarżenia opierał się często wyłącznie na zeznaniach jednego volksdeutscha. W innych wypadkach ograniczano się jedynie do przesłuchania głowy niemieckiej rodziny, po czym wystarczyło by reszta krewnych podpisała się pod jego zeznaniami aby traktowano ich jako pełnoprawnych świadków.

### Przebieg rozpraw
Rozprawy prowadzone przed Sondergericht Bromberg miały zazwyczaj niewiele wspólnego z uczciwym procesem. Permanentnie łamano zasadę rozstrzygania wątpliwości na korzyść oskarżonego. Podsądnym uniemożliwiano pod błahymi pretekstami powoływanie świadków na swą obronę. Nie tłumaczono zeznań świadków na język polski, jak również nie pozwalano oskarżonym na zadawanie świadkom pytań. Oskarżonym, którzy znali język niemiecki i kwestionowali zeznania volksdeutschów sąd odmawiał prawa do składania obszerniejszych wyjaśnień (mogli oni jedynie udzielać krótkiej odpowiedzi na zadane im pytania), a nawet zarzucał bezczelność. Zeznaniom Polaków z zasady nie dawano zresztą wiary, gdy były one sprzeczne z zeznaniami Niemców. Częstą praktyką stosowaną przez niemieckich sędziów była zwłaszcza rezygnacja z zaprzysiężenia polskich świadków, przy jednoczesnym utrzymaniu tego obowiązku w stosunku do świadków narodowości niemieckiej. W przypadku, gdy zeznania okazywały się wzajemnie sprzeczne, polskich świadków – jako nie zaprzysiężonych – uznawano za niewiarygodnych. Zdarzały się wypadki, gdy Polaków skazywano na śmierć, na podstawie zeznań jednej tylko osoby. 22 letnią Wandę Bryś – matkę rocznego dziecka – skazano na śmierć za wydanie polskim żołnierzom Niemca Bucholza, choć nie udowodniono między jego śmiercią a jej działaniami żadnego związku przyczynowo-skutkowego. W sprawie braci Weynów (skazanych na śmierć i rozstrzelanych 12 września 1939), nie przedstawiono nawet aktu zgonu rzekomo zamordowanego przez nich volksdeutscha.
Z drugiej strony sędziowie Sądu Specjalnego w Bydgoszczy wkładali wiele wysiłków, aby usprawiedliwiać lub bagatelizować nieścisłości, niejasności, czy wręcz ewidentne kłamstwa w zeznaniach niemieckich świadków (tłumacząc je np. zdenerwowaniem lub omyłką). Niemców zasadniczo nie pociągano do żadnej odpowiedzialności za złożenie fałszywych zeznań. W jednym z wyroków wydanych przez Sondergericht Bromberg zapisano wręcz, że „powody, które pchnęły świadka Otto do świadomie fałszywych zeznań, nie interesują sądu”. Wyjątkiem od tej reguły była jedynie sprawa W. Walczaka, gdzie z inicjatywy prokuratora Bernharda Jezewskiego trzech przyłapanych na krzywoprzysięstwie volksdeutschów (W. Fritz, B. Lüdke, H. Wilschewski) zostało pociągniętych do odpowiedzialności karnej.
Podczas rozpraw sędziowie nie kryli się ze swą stronniczością, ubliżając oskarżonym od „polskich podludzi”, „polskich bandytów”, „motłochu”, „hołoty”, „ludzi niegodnych życia wśród Niemców”, bądź też nazywając ich „członkami narodu podlegającemu niemieckiemu narodowi” (podobnie postępowali też prokuratorzy). Pewnego razu, przewodniczący trzyosobowego składu sędziowskiego, sędzia Kurt Hennig (przez samych Niemców określany mianem Blutrichter – „krwawego sędziego”), podczas rozprawy odniósł wrażenie, że dwóch spośród dziewięciu skutych kajdankami Polaków próbuje się porozumieć. Wyjął wtedy pistolet i zagroził, że osobiście zastrzeli na sali rozpraw każdego oskarżonego, który będzie próbował kontaktować się z pozostałymi. Z kolei niemieccy adwokaci, którzy teoretycznie mieli bronić oskarżonych Polaków zachowywali się zazwyczaj całkowicie biernie. Z reguły nie ubiegali się nawet o zezwolenie na widzenie z aresztowanym oraz nie składali żadnych wniosków dowodowych. Podczas rozpraw nie protestowali przeciwko łamaniu prawa przez sędziów i prokuratorów, nie konsultowali się ze swoimi klientami, nie zadawali pytań świadkom i oskarżonym. W sprawach przeciwko nieletnim nie kwestionowali stanowiska prokuratora o uznaniu oskarżonego za zdolnego do odpowiadania jako dorosły, nawet wtedy gdy sąd nie podzielał opinii oskarżyciela. W efekcie część oskarżonych nie wiedziała nawet, że przydzielono im obrońców. Dochodziło do sytuacji, iż niektórzy adwokaci (Stelter, Partikel i Buchholz) wnioskowali o „sprawiedliwe ukaranie” swych klientów, a inni (Hildebrandt, Wittkowski) – wręcz o skazanie ich na karę śmierci.
W sprawach o wypadki bydgoskie z 3–4 września 1939 niemieccy sędziowie dążyli by skazać jak najwięcej osób w jak najkrótszym czasie. Nie przestrzegano zasady, iż rozprawa nie może się odbyć przed upływem 24 godzin od doręczenia podejrzanemu aktu oskarżenia. Miały miejsce udokumentowane przypadki, kiedy dochodzenie, rozprawa i wykonanie wyroku śmierci odbywały się tego samego dnia.

### Inne procesy o prześladowania volksdeutschów

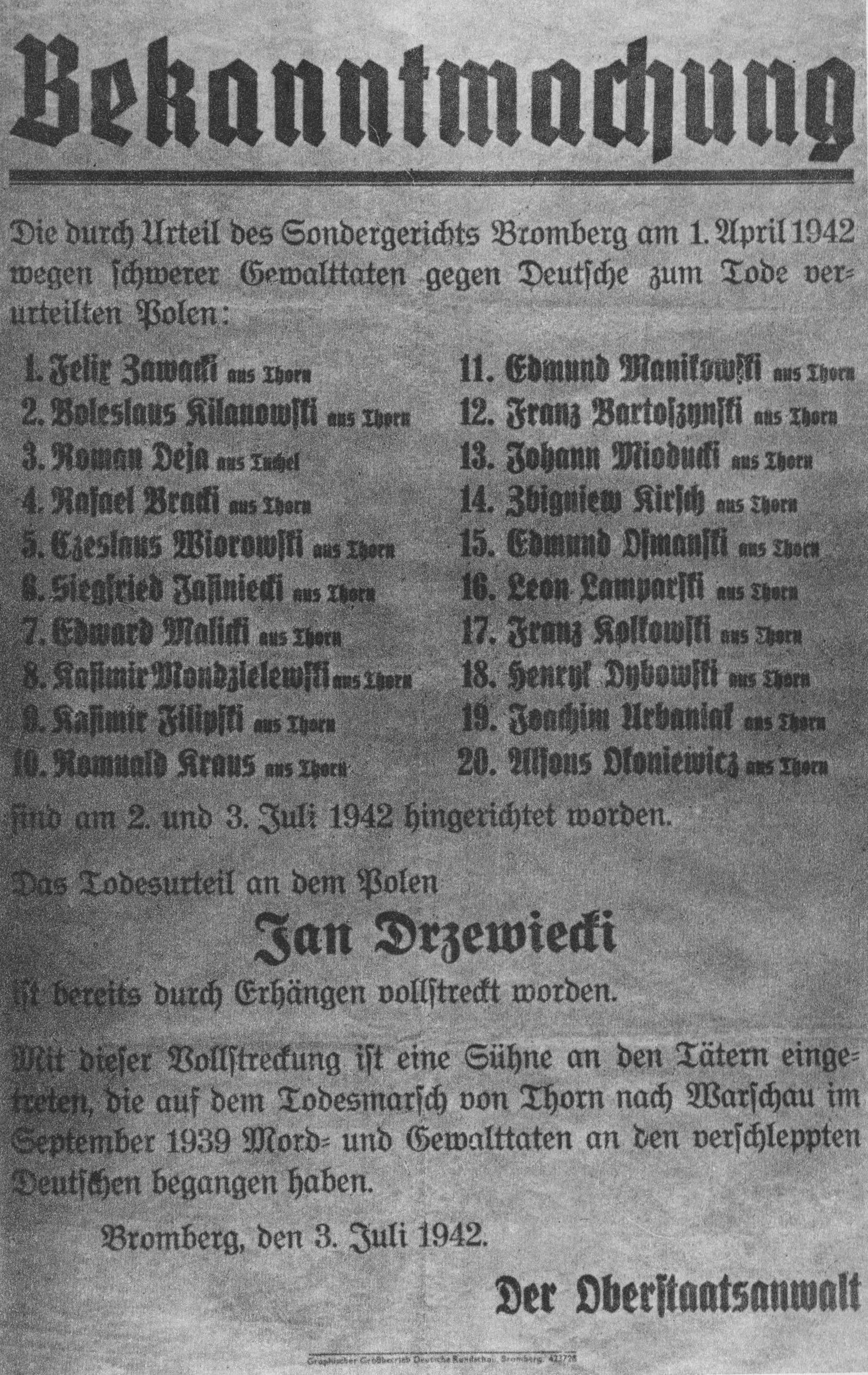
Niemieckie obwieszczenie informujące o straceniu kpt. Jana Drzewieckiego i jego 20 towarzyszy

Nie wszystkie sprawy o rzekome prześladowania volksdeutschów prowadzone przez Sąd Specjalny w Bydgoszczy dotyczyły wypadków bydgoskich z 3–4 września 1939. Sondergericht Bromberg pozostawał bowiem jedynym niemieckim sądem właściwym do rozpoznawania spraw związanych z rzekomymi prześladowaniami niemieckiej mniejszości narodowej w Polsce, co powodowało, że zakres rozpatrywanych spraw pozostawał o wiele szerszy.
Jedną z najgłośniejszych tego typu spraw był proces kapitana rezerwy Jana Drzewieckiego, który toczył się przed bydgoskim sądem specjalnym w marcu 1942. Drzewieckiemu oraz pozostałym trzydziestu siedmiu sądzonym wraz z nim Polakom zarzucano zamordowanie 150 Niemców podczas tzw. marszu śmierci do Łowicza. Podczas procesu wyszło na jaw, że zgromadzone przez niemiecką prokuraturę dowody są mocno poszlakowe, a akt oskarżenia obfituje w niejasności i niedopowiedzenia. Sąd uznał jednak arbitralnie, że w czasie „marszu śmierci” zabito i raniono 49 Niemców, choć nie był w stanie wymienić ani jednej ofiary z imienia i nazwiska. W rezultacie dwudziestu jeden oskarżonych – w tym Drzewiecki – zostało skazanych na karę śmierci, a 17-letni uczeń krawiecki z Pabianic na 5 lat ciężkiego więzienia. Dziewięciu uniewinnionych pozostawiono po zakończeniu procesu do dyspozycji Gestapo.
Osobną kategorią spraw rozpatrywaną przez Sondergericht Bromberg były sprawy dotyczące rzekomych prześladowań volksdeutschów jeszcze przed wybuchem wojny. Katalog czynów interpretowanych przez prokuratorów i sędziów jako antyniemieckie szykany był przy tym bardzo szeroki i obejmował nie tylko sprawy o charakterze politycznym, lecz również przestępstwa kryminalne, których Polacy dopuszczali się przed wojną w stosunku do swych niemieckich współobywateli. Sądzenie Polaków za czyny popełnione przed wojną stanowiło pogwałcenie nie tylko prawa międzynarodowego, lecz również niemieckiego kodeksu karnego, który ściśle określał katalog czynów popełnionych przez cudzoziemców poza granicami Rzeszy, które mogły być sądzone według prawa niemieckiego. Co prawda, już 1 października 1939 generał von Brauchitsch wydał rozporządzenie o ściganiu przestępstw popełnionych przed 1 września 1939 na okupowanych terenach polskich, jednak pozostawało ono sprzeczne z powszechnie przyjętymi zasadami prawa. Później Polaków sądzono za czyny popełnione przed wojną na podstawie przepisów prawa karnego dla Polaków i Żydów z 4 grudnia 1941, łamiąc w ten sposób zasadę, iż prawo nie działa wstecz.

## Sondergericht Bromberg jako narzędzie terroru okupacyjnego

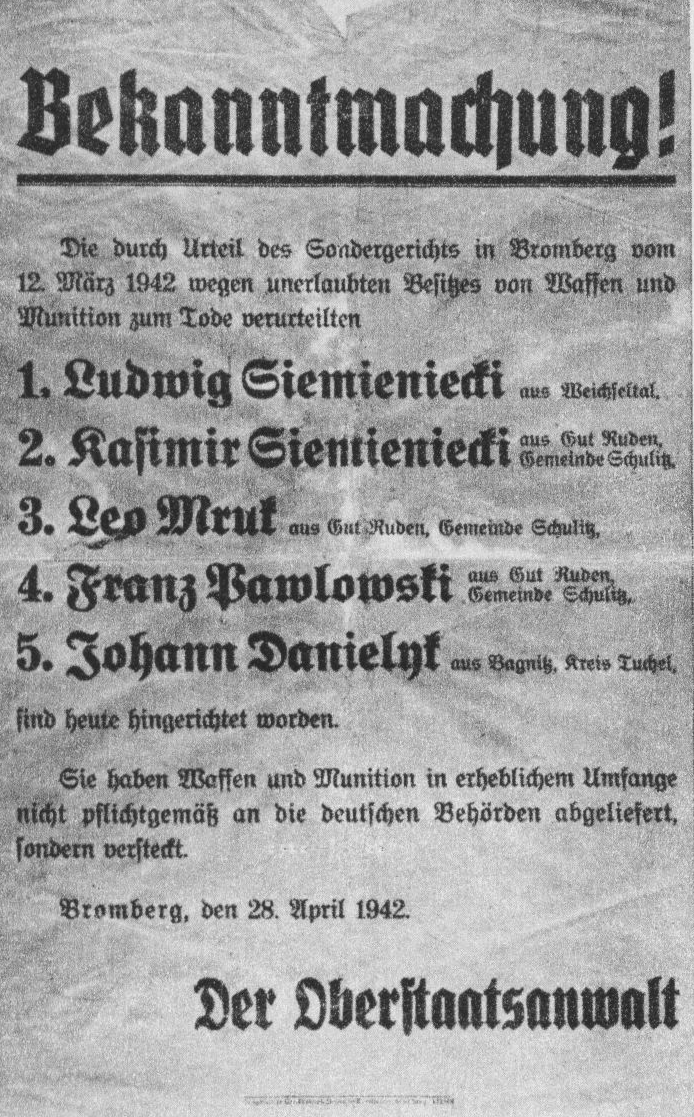
Niemieckie obwieszczenie informujące o straceniu pięciu Polaków skazanych na śmierć przez Sondergericht Bromberg

Począwszy od 1941 zmalała liczba spraw rozpatrywanych przez Sondergericht Bromberg w związku z wydarzeniami tzw. bydgoskiej „krwawej niedzieli”. Sąd Specjalny w Bydgoszczy zaczął się wówczas stopniowo koncentrować na swym pierwotnym zadaniu, którym było ujarzmianie i represjonowanie ludności polskiej zamieszkującej ziemie polskie wcielone do Rzeszy. Przed sądem rozpatrywane były również sprawy dotyczące przestępstw natury gospodarczej i kryminalnej. Początkowo właściwość miejscowa sądu obejmowała terytorium całej rejencji bydgoskiej prowincji Gdańsk-Prusy Zachodnie, lecz wraz z lawinowym wzrostem liczby rozpatrywanych spraw Sondergericht Bromberg został częściowo odciążony przez nowo utworzone sądy specjalne w Grudziądzu, Toruniu i Chojnicach.
W momencie gdy na ziemiach polskich anektowanych przez III Rzeszę zapanowała pewna stabilizacja sędziowie i prokuratorzy Sondergericht Bromberg zaprzestali dopuszczać się niektórych najbardziej drastycznych naruszeń niemieckiej procedury karnej – m.in. w zakresie sposobu egzekwowania wyroków, procedur dotyczących tymczasowego aresztowania, czy przyspieszonego trybu postępowania. Nadal jednak dochodzenia przeprowadzano pobieżnie, nagminnie torturowano podejrzanych (nawet w przypadku błahych spraw), a rozprawy nie miały wiele wspólnego z uczciwym procesem sądowym. Co więcej, niektóre z bezprawnych praktyk stosowanych przez Sąd Specjalny w Bydgoszczy zostały oficjalnie usankcjonowane w niemieckim systemie prawnym. Prawo karne dla Polaków i Żydów z 4 grudnia 1941 wprowadziło na przykład zakaz odbierania przysięgi od polskich i żydowskich świadków. Z kolei w maju 1942 prezydent Izby Adwokackiej Rzeszy wydał adwokatom niemieckim zakaz przyjmowania obrony Polaków z wyboru (mogli ich odtąd bronić wyłącznie z urzędu).
W okresie swojego istnienia Sondergericht Bromberg rozpatrzył 277 spraw dotyczących przestępstw politycznych, co stanowiło drugą co do liczebności kategorię spraw, którymi zajmował się ten sąd. Zdecydowaną większość spośród osób sądzonych za przestępstwa polityczne stanowili Polacy (318 na 366). Katalog czynów kwalifikowanych jako przestępstwo polityczne i będących przedmiotem postępowania przed bydgoskim sądem specjalnym był szeroki i obejmował m.in.: przynależność do nielegalnych organizacji, słuchanie zagranicznego radia (stosunkowo niewiele spraw), udzielanie pomocy jeńcom wojennym bądź nawiązywanie z nimi kontaktów towarzyskich lub intymnych, ucieczki z więzień i obozów pracy. Szczególnie liczne były sprawy dotyczące oskarżeń o prowadzenie szeptanej propagandy. Za tzw. wrogie wypowiedzi lub wrogą korespondencję sądzono nawet w wypadku, gdy miały one miejsce wyłącznie w polskim gronie i nie podważały w ten sposób „zaufania niemieckiego narodu” do nazistowskiego kierownictwa. W sprawach o „wrogie wypowiedzi” wystarczyło przy tym zwykle zeznanie jednego świadka, aby doprowadzić do wydania wyroku skazującego. Jako przestępstwo polityczne wielokrotnie kwalifikowano również wypadki spontanicznej samoobrony polskich pracowników przed złym traktowaniem ze strony niemieckich przełożonych (w tych wypadkach zawsze bezwzględnie dawano wiarę zeznaniom Niemca). Ponadto już od września 1939 Sąd Specjalny w Bydgoszczy rozpatrywał sprawy o nielegalne posiadanie broni, co było ewenementem i dowodem na uznanie jakim cieszył się ten sąd w nazistowskim kierownictwie, gdyż tego typu sprawami zajmowały się najczęściej wojskowe lub policyjne sądy doraźne.

### Sprawy o przestępstwa gospodarcze i kryminalne
Sprawy o przestępstwa gospodarcze, które trafiały na wokandę Sondergericht Bromberg dotyczyły najczęściej oskarżeń o nielegalny ubój, czarnorynkowy handel, spekulację, fałszowanie kart żywnościowych i odzieżowych, pędzenie bimbru lub próbę ochrony mienia (gospodarstwa, warsztatu, przedsiębiorstwa) przed konfiskatą. Szczególnie liczne były sprawy dotyczące nielegalnego uboju. Początkowo były one traktowane dość pobłażliwie, lecz od momentu wejścia w życie prawa karnego dla Polaków i Żydów, kara śmierci lub obóz koncentracyjny groziły już za nielegalny ubój zwierzęcia o wadze poniżej 50 kilogramów.
Wyroki w sprawach o przestępstwa gospodarcze można na równi z wyrokami w sprawach politycznych uznać za przejaw eksterminacyjnej działalności Sondergericht Bromberg. Polacy stanowili bowiem zdecydowaną większość spośród oskarżonych (250 na 306), a sędziowie ferując wyroki ignorowali fakt, iż do łamania niemieckich przepisów zazwyczaj popychała ich nędza wywołana antypolską polityką nazistowskich władz. Analiza wyroków wydanych przez bydgoski sąd specjalny w sprawach o przestępstwa gospodarcze wskazuje, że oskarżonych narodowości polskiej traktowano (niezależnie od wagi przestępstwa) znacznie surowiej od Niemców. Dochodziło wręcz do sytuacji, w których za nielegalny ubój skazywano polskich robotników rolnych, podczas gdy zlecający im ów ubój niemieccy gospodarze nie byli pociągani do odpowiedzialności. Przejawem stronniczości sądu był zresztą nie tylko wyższy wymiar kar orzekanych wobec Polaków, lecz również ulgowe traktowanie skazanych Niemców, przejawiające się m.in. w odraczaniu wykonania orzeczonych kar, udzielaniu przerw w ich wykonywaniu lub zwalnianiu oskarżonych bez przekazywania w ręce organów policyjnych (co było regułą w przypadku Polaków). Ponadto skazani Niemcy odbywali kary w znacznie lepszych warunkach niż Polacy.
Podobnie można ocenić postępowanie niemieckich sędziów i prokuratorów w odniesieniu do spraw kryminalnych, które stanowiły ponad 1/4 wszystkich spraw rozpatrywanych przez Sondergericht Bromberg. Również w tym wypadku oskarżonych narodowości polskiej traktowano znacznie surowiej od Niemców. Sędziowie z reguły uznawali oskarżonych Polaków za „przestępców z nawyku” i byli skłonni skazywać na karę śmierci nawet sprawców zwykłych kradzieży. Z drugiej strony oskarżonemu Niemcowi kara śmierci groziła tylko w przypadku uznania go winnym morderstwa – i to wyłącznie w sytuacji, gdy ofiara również była narodowości niemieckiej. Dowody nierównego traktowania można znaleźć również w sprawach o przestępstwa na tle seksualnym. Na przykład skazano na śmierć pewnego Polaka uznanego winnym dopuszczenia się czynu nierządnego z 7-letnią niemiecką dziewczynką (przy czym dowody winy oskarżonego były dość wątpliwe), podczas gdy Niemcy skazywani za podobne przestępstwa otrzymywali zazwyczaj wyroki 1–2 lat pozbawienia wolności.
Sąd Specjalny w Bydgoszczy z zasady nie zajmował się natomiast przypadkami zbrodni, których miejscowi Niemcy dopuszczali się na Polakach – zwłaszcza w okresie działalności paramilitarnego Selbstschutzu (jesień 1939). Tylko w jednym wypadku prokuratorowi Jezewskiemu udało się doprowadzić do skazania dwóch volksdeutschów na karę śmierci za zamordowanie polskiego kupca podczas napadu tle rabunkowym, lecz Minister Sprawiedliwości Rzeszy zmienił później wyrok na karę terminowego ciężkiego więzienia. Z kolei prokurator Tauscher zdołał doprowadzić do skazania Harry’ego Schulza – jednego z przywódców Selbstschutzu w Łobżenicy – na karę 15 lat więzienia za liczne gwałty na Polkach i Żydówkach, nadużycie władzy i przywłaszczenie mienia.

## Wykonywanie wyroków
W pierwszych miesiącach niemieckiej okupacji wyroki śmierci wydane przez Sondergericht Bromberg wykonywane były przez rozstrzelanie na dziedzińcu więzienia sądowego w Bydgoszczy (ul. Wały Jagiellońskie 4). W tym okresie o wykonaniu wyroku śmierci decydował prokurator Alfons Peter Bengsch – kierownik prokuratury przy Sądzie Specjalnym w Bydgoszczy. Wbrew obowiązującym przepisom Bengsch notorycznie zarządzał rozstrzelanie skazańca bez porozumienia się z ministrem sprawiedliwości i bez jego decyzji o ewentualnym ułaskawieniu. W późniejszym okresie Bengsch – nadal wbrew obowiązującym przepisom – składał informacje o wydanych wyrokach śmierci z pominięciem drogi służbowej (bezpośrednio do Berlina) i wyłącznie drogą telefoniczną. Starał się przy tym zwykle przedstawić okoliczności wydania wyroku w takim świetle, aby minister sprawiedliwości nie skorzystał z przysługującego mu prawa łaski.
Przy wydawaniu i wykonywaniu wyroków śmierci niemiecka procedura karna była również naruszana na inne sposoby. W pierwszych tygodniach działalności bydgoskiego sądu specjalnego skazańców rozstrzeliwano często w dniu ogłoszenia wyroku, a przy egzekucjach obecni byli (wbrew przepisom) niemieccy sędziowie. Niekiedy odmawiano spełnienia ostatniego życzenia skazańców, a nawet konfiskowano napisane przez nich listy pożegnalne do rodzin, które następnie dołączano do akt sprawy pod pretekstem, iż napisane były po polsku. Ciał rozstrzelanych nie wydawano rodzinom, lecz grzebano na cmentarzu żydowskim w Bydgoszczy ze względu na rzekome „niebezpieczeństwo polskich demonstracji podczas pogrzebów” lub pod fałszywym pretekstem, iż bliscy nie zgłosili się po zwłoki (co zazwyczaj wynikało z faktu, iż rodzin skazańców nie informowano o losie najbliższych).
Do 16 lipca 1940 na dziedzińcu więzienia sądowego w Bydgoszczy rozstrzelano około 180 osób skazanych na śmierć przez Sondergericht Bromberg. W późniejszym okresie wyroki śmierci wykonywano przez ścięcie gilotyną w Poznaniu, a następnie w Gdańsku. W jednym wypadku wyrok śmierci wykonano we Wrocławiu. Sędziowie i prokuratorzy bydgoskiego sądu specjalnego tylko sporadycznie wnioskowali o ułaskawienie skazańców narodowości polskiej.
Na mocy przepisów wykonawczych do prawa karnego dla Polaków i Żydów z 4 grudnia 1941 osoby narodowości polskiej skazane na karę pozbawienia wolności kierowane były automatycznie do obozów karnych lub obostrzonych obozów karnych. Począwszy od marca 1943 do obozów koncentracyjnych zaczęto także kierować wszystkich Polaków pochodzących z ziem wcielonych do Rzeszy, którzy do tego momentu odbywali karę więzienia w wysokości co najmniej roku. Polacy skazani przez Sondergericht Bromberg trafiali najczęściej do więzienia w Koronowie. Ciężkie warunki panujące w nazistowskich obozach i więzieniach powodowały wysoką śmiertelność wśród skazańców (w samym tylko więzieniu w Koronowie zmarło w okresie wojny 631 osadzonych).
Nawet wyrok uniewinniający lub umorzenie postępowania mogły oznaczać dla wielu oskarżonych Polaków ryzyko utraty życia lub zdrowia, gdyż niemieccy prokuratorzy bardzo często przekazywali ich wówczas do dyspozycji Gestapo – co zazwyczaj skutkowało zesłaniem do obozu koncentracyjnego, a nawet pozasądową egzekucją. Na przykład 10 lipca 1942 stracono w Bydgoszczy (w ramach represji po ucieczce polskiego więźnia z miejscowego więzienia) dziesięciu Polaków, spośród których pięciu było osobami uniewinnionymi w sprawie „marszu śmierci do Łowicza”. Szef placówki policji w Bydgoszczy wyjaśniał później w raporcie dla prezesa Wyższego Sądu Krajowego w Gdańsku, że powieszenie owych pięciu uniewinnionych Polaków „nie oznaczało bynajmniej dezaprobaty dla wyroku jaki wydał Sąd Specjalny, ale przeprowadzone zostało stosownie do wskazówek Głównego Urzędu Bezpieczeństwa Rzeszy, na podstawie jego dyrektyw i tym samym nie ma żadnego związku z wyrokiem Sądu Specjalnego”. W tej sytuacji niektórzy niemieccy adwokaci występujący przed bydgoskim sądem specjalnym woleli doprowadzić do uznania winy swych polskich klientów i wydania łagodnego wyroku, zamiast starać się o uniewinnienie, które mogło kosztować ich życie.

## Bilans

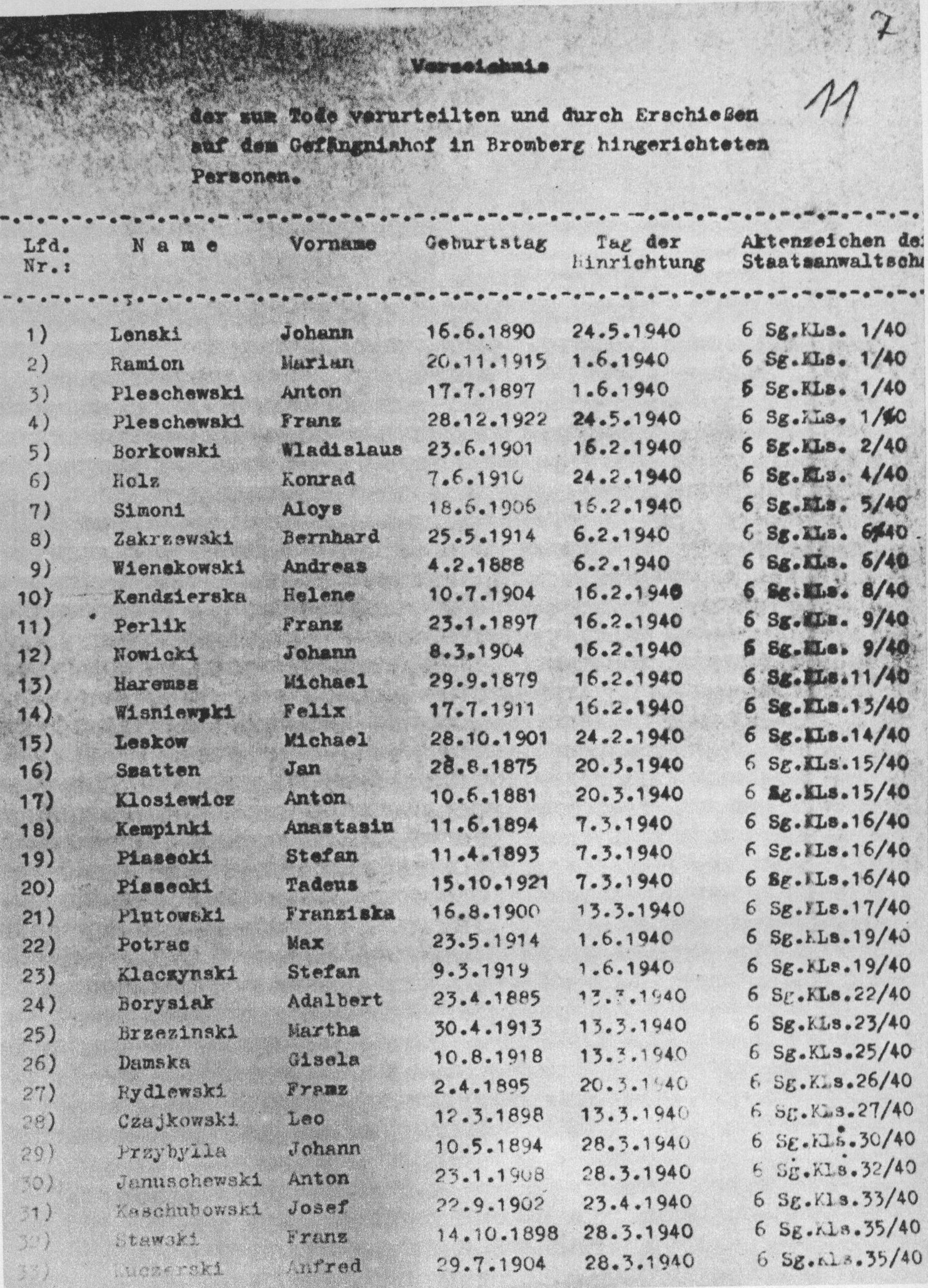
Fragment listy z nazwiskami Polaków skazanych na śmierć przez Sondergericht Bromberg. Osoby, których nazwiska widnieją w tym dokumencie, zostały rozstrzelane na dziedzińcu bydgoskiego więzienia

W okresie swego istnienia Sondergericht Bromberg rozpatrzył łącznie 1028 spraw. Zarzuty postawiono 1697 osobom, z czego:
- 31 osobom w sprawach dotyczących rzekomych prześladowań volksdeutschów w okresie przed wybuchem wojny (oskarżonymi byli wyłącznie Polacy);
- 545 osobom w sprawach o wypadki z września 1939 – przede wszystkim dotyczące tzw. bydgoskiej „krwawej niedzieli” (w tym: 541 Polakom, 2 Polakom wpisanym do III grupy volkslisty (DVL), 1 Niemcowi, 1 przedstawicielowi innej narodowości);
- 366 osobom w sprawach o przestępstwa polityczne (w tym: 276 Polakom, 42 Polakom wpisanym do III grupy DVL, 47 Niemcom, 1 przedstawicielowi innej narodowości);
- 306 osobom w sprawach o przestępstwa gospodarcze (w tym: 228 Polakom, 22 Polakom wpisanym do III grupy DVL, 55 Niemcom, 1 przedstawicielowi innej narodowości);
- 449 osobom w sprawach o przestępstwa kryminalne (w tym: 301 Polakom, 59 Polakom wpisanym do III grupy DVL, 86 Niemcom, 3 przedstawicielom innej narodowości).

Wyroki wydane przez Sąd Specjalny w Bydgoszczy wobec wyżej wymienionych osób przedstawiały się następująco:
- W sprawach dotyczących rzekomych prześladowań volksdeutschów w okresie przed wybuchem wojny Sondergericht Bromberg skazał 4 oskarżonych na karę śmierci, a 24 na kary pozbawienia wolności od jednego roku do 15 lat. W przypadku 3 osób sprawę „załatwiono w inny sposób”[81].
- W sprawach o wypadki z września 1939 na karę śmierci skazane zostały 243 osoby (w tym jedna narodowości niemieckiej). 10 osób zostało skazanych na karę dożywotniego pozbawienia wolności, 89 osób na karę ciężkiego więzienia, a 83 osoby na karę zwykłego więzienia. 84 oskarżonych uniewinniono. W przypadku 36 osób sprawę „załatwiono w inny sposób”[82].
- W sprawach o przestępstwa polityczne Sondergericht Bromberg skazał na karę śmierci 41 osób (wyłącznie Polaków). 36 osób zostało skazanych na pobyt w obostrzonym obozie karnym (wyłącznie Polacy), 150 osób na pobyt w obozie karnym (wyłącznie Polacy), 10 osób na kary ciężkiego więzienia (6 Polaków z III grupy DVL oraz 4 Niemców), a 52 osoby na kary więzienia (27 Polaków z III grupy DVL oraz 25 Niemców). Ponadto, 2 osoby ukarano grzywną, 47 oskarżonych uniewinniono, a w przypadku 25 osób sprawę „załatwiono w inny sposób”[53].
- W sprawach o przestępstwa gospodarcze na karę śmierci skazano 2 osoby (wyłącznie Polaków). 121 osób zostało skazanych na pobyt w obostrzonym obozie karnym (wyłącznie Polacy), 71 osób na pobyt w obozie karnym (wyłącznie Polacy), 23 osoby na kary ciężkiego więzienia (7 Polaków z III grupy DVL oraz 16 Niemców), a 34 osoby na kary więzienia (12 Polaków z III grupy DVL oraz 22 Niemców). Ponadto, 11 osób ukarano grzywną, 14 oskarżonych uniewinniono, a w przypadku 23 osób sprawę „załatwiono w inny sposób”[61].
- W sprawach o przestępstwa kryminalne Sondergericht Bromberg skazał na karę śmierci 68 osób (w tym: 52 Polaków, 6 Polaków z III grupy DVL oraz 10 Niemców). 121 osób zostało skazanych na pobyt w obostrzonym obozie karnym (wyłącznie Polacy), 81 osób na pobyt w obozie karnym (wyłącznie Polacy), 56 osób na kary ciężkiego więzienia (17 Polaków z III grupy DVL, 36 Niemców oraz 3 przedstawicieli innych narodowości), a 53 osoby na kary więzienia (26 Polaków z III grupy DVL oraz 27 Niemców). Ponadto, 4 osoby ukarano grzywną, 32 oskarżonych uniewinniono, a w przypadku 34 osób sprawę „załatwiono w inny sposób”[83].

Łącznie w latach 1939–1945 Sondergericht Bromberg skazał na śmierć 358 osób, w tym 14 nieletnich. Tylko w 21 wypadkach wyroki nie zostały wykonane. Większość wyroków śmierci wydanych przez Sąd Specjalny w Bydgoszczy można zakwalifikować jako mord sądowy.

## Sędziowie i prokuratorzy Sondergericht Bromberg
Ze względu na zaginięcie części akt nie udało się ustalić personaliów wszystkich pracowników Sądu Specjalnego w Bydgoszczy. Historycy ustalili jedynie, iż sędziami Sondergericht Bromberg byli: Otto Besler, Aleksander Degenholb, Friedrich Fischer, Gerhard Greinert, Kurt Hennig, Eduard Karl Wiktor Jochim, Fritz Kimme, Josef Kruschewski, Dawid Friedrich Kutzschbauch, Richard Michałowski, Eugen Paulekuhn, Ernst Raasch, Edmund von Tiesenhausen, Friedrich Weiss oraz Dally, Deike, Göhring, Langen, Moutoux, Neumann, Richter, Vorbrodt. Sędzia Moutoux był pierwszym przewodniczącym Sądu Specjalnego w Bydgoszczy. W późniejszym okresie zastąpił go Eduard Karl Wiktor Jochim. Przewodniczącymi I i II izby sądu specjalnego byli natomiast sędziowie Raasch i Hennig.
Pracownikami prokuratury przy Sądzie Specjalnym w Bydgoszczy byli natomiast: Alfons Peter Bengsch, Heimfried Felmy, Friedrich Fischer, Bernhard Jezewski, Gerhard Kempf, Johann Georg Roeschel, Hans Roeschel, Hermann Stolting oraz Berger, Beth, Kling, Richter (występował również jako sędzia), Schmidt, Steinbicker, Steingröwer, Tauscher, Vogel, Wetzmüller. Pierwszym kierownikiem prokuratury był wspomniany już Bengsch.
Sędziowie i prokuratorzy Sondergericht Bromberg prezentowali różne postawy. Część nie wyróżniała się niczym szczególnym, innych natomiast cechowała bezwzględność i wyraźna identyfikacja z linią partii nazistowskiej. Niektórzy sędziowie uczestniczyli w wydaniu dziesiątek wyroków śmierci – m.in.: Michalowski (183 wyroki śmierci), Raasch (156 wyroków śmierci), Kimme (98 wyroków śmierci), Kruschewski (96 wyroków śmierci), Hennig (93 wyroki śmierci), czy Moutoux (81 wyroków śmierci). Stosunkowo najbardziej pozytywnie zostali z kolei zapamiętani prokuratorzy Jezewski i Tauscher, którzy ścigali volksdeutschów za przestępstwa popełnione na ludności polskiej, umorzyli wiele dochodzeń przeciw Polakom, zarządzali ich zwalnianie z aresztu bez przekazywania w ręce Gestapo oraz krytykowali nadużycia niemieckich organów policyjnych. Z powodu pozytywnego nastawienia do Polaków obaj zostali po pewnym czasie przeniesieni z Bydgoszczy.
Żaden z pracowników Sondergericht Bromberg nie został po wojnie pociągnięty do odpowiedzialności karnej za swą działalność w latach 1939–1945. Niektórzy z nich znaleźli po wojnie pracę w zachodnioniemieckim wymiarze sprawiedliwości. Sędzia Dally (25 wyroków śmierci) objął na przykład funkcję przewodniczącego wydziału Sądu Krajowego w Duisburgu, a sędzia Deike (6 wyroków śmierci) pracował jako sędzia w Herford. Nawet sędziowie Michalowski i Kruschewski, którzy uczestniczyli w wydaniu dziesiątków wyroków śmierci kontynuowali po wojnie pracę w zawodzie (jako sędziowie w Mönchengladbach i Hamm).